# 782 Montefiore
782 Montefiore је астероид главног астероидног појаса са пречником од приближно 11,88 .
Афел астероида је на удаљености од 2,265 астрономских јединица (АЈ) од Сунца, а перихел на 2,093 АЈ.
Ексцентрицитет орбите износи 0,039, инклинација (нагиб) орбите у односу на раван еклиптике 5,260 степени, а орбитални период износи 1175,387 дана (3,218 године).
Апсолутна магнитуда астероида је 11,58 а геометријски албедо 0,291.
Астероид је откривен 18. марта 1914. године.